# 大東通商
大東通商株式会社（だいとうつうしょう）は、石油製品の輸入販売、海運等を行う会社。マルハグループ創業家の中部家により設立された石油関連商社であり、マルハニチロの株式9.7%を保有する大株主である（2025年3月31日現在）。

## 概要
主な事業として、石油、船舶、物資、不動産の4事業がある。
石油関連事業は、当時の大洋漁業（現在のマルハニチロ）をはじめとする遠洋漁業の漁船への燃料補給事業を起源とし、洋上補給船によって海外の港での給油を行っている。また、重油、灯油、ガソリン、軽油等の産業用燃料油、潤滑油の輸入販売を行っている。この他、子会社を通じて京浜地区で油槽所、九州中国地区でガソリンスタンドの経営を行っている。
船舶事業はケミカルタンカー、遠洋漁業の漁船に対する洋上補給船の運航を行っている。
物資関連事業は水産品の輸入販売の他、塗料、発泡スチロール製品の販売を行っている。
不動産事業はマンションの建設販売、ビル賃貸事業等を行っている。
2009年3月期の売上構成は石油類販売85%、洋上補油・海運収入12%、不動産収入2%、水産物・水産加工品の輸出入販売1%となっている。

## 沿革
- 1947年8月 東貿易株式会社として設立。
- 1963年4月 大東通商株式会社に改称。

## 関係会社

### 石油部門関連会社
- 大東タンクターミナル
- 林兼石油
- 大東石油
- 北東石油
- 西日本酸素
- 第一ガス
- アヅマ石油荷役サービス

### 不動産部門関連会社
- アズマビルサービス
- 明石商工会舘

### その他関連会社
- M・R・S
- コカレストランジャパン
- ワン&オンリーキャスティング
- 通商航空サービス
- 大東ペイント